# Kirkmichael (South Ayrshire)

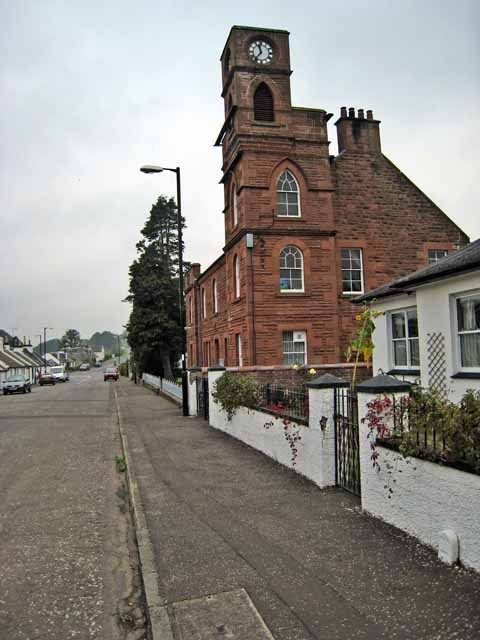
Salle communautaire de Kirkmichael, South Ayrshire

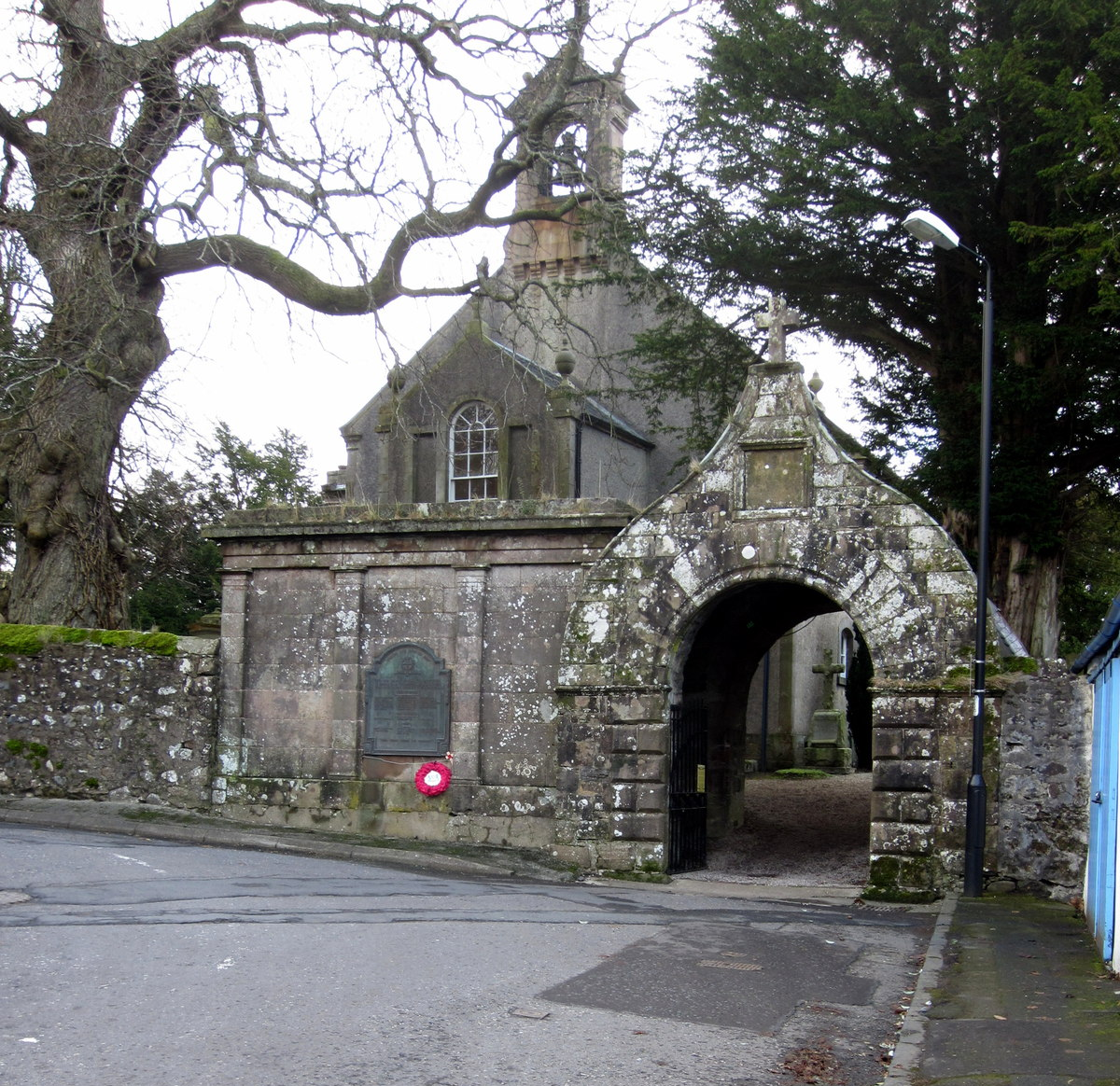
Église paroissiale de Kirkmichael, South Ayrshire

Kirkmichael (Gaélique : Cille Mhìcheil, "l'église de St Michael") est un village en South Ayrshire, Écosse, situé entre Patna, Maybole et Straiton. C'était également une paroisse civile. En 1991, elle comptait une population de 647 habitants.

## Le village
Kirkmichael se trouve à 3 milles (5 km) à l’est de Maybole et a commencé sa vie comme le centre d’une paroisse rurale bien peuplée desservie par son église. Aujourd’hui, c’est un petit village principalement blanchi à la chaux situé au milieu des collines vallonnées de South Ayrshire, à 10 milles (16,09344 km) au sud du centre de Ayr.
Ses origines remontent au XIIIe siècle lorsque John de Gemmelstoun a fondé une église à côté du Dyrock Burn ici, qu’il a dédiée à St. Michael. Pendant une grande partie de sa vie, le village s’appelait Kirkmichael de Gemilston, d’après son fondateur, mais le nom a finalement été simplifié.
L’église du village date de 1787 et est un design typique en forme de T destiné à fournir un grand nombre de sièges dans un espace assez petit, tous exposés à la pleine force de l’oratoire du prédicateur.
Le cimetière environnant reflète son âge beaucoup plus grand, bien que le joli portail menant à celui-ci ne date que de 1702, selon l’inscription sur sa cloche. Le portail était destiné à accueillir les personnes en deuil lors des funérailles.
Kirkmichael se concentre sur deux rues qui se croisent, largement occupées par des cottages blancs construits pour les tisserands à la main dans les années 1790. Le bâtiment le plus inhabituel est la salle McCosh en pierre rouge sur Patna Road. Cela sert de salle de village et en 1898 a été offert au village par James McCosh, président de Princeton University, dont la famille venait de cette partie de l’Ayrshire. À la jonction de Patna Road et Straiton Road se trouve le Kirkmichael Arms peint en blanc, une longue auberge de village d’un étage.
Il a un pub, un restaurant et un bureau de poste.
Kirkmichael House sur le côté sud-ouest du village est une demeure baroniale écossaise datant du XVIIe siècle. C’était à l’origine la maison de la noble famille Kennedy, avant de devenir une maison de bien-être pour les mineurs et une pension.

### Personnes notables
- John McCosh (en), chirurgien de l’armée et photographe, le plus ancien photographe de guerre dont le nom est connu.
- Samuel McGaw (en), récipiendaire de la Victoria Cross.
- John Willet (en), ingénieur. A fréquenté l’école primaire du village.

## Festival de guitare
Kirkmichael a été le lieu du Festival International de Guitare de Kirkmichael. De 1999 à 2005 (sauf en 2004, lorsque l’événement n’a pas eu lieu) pendant trois jours en mai, Kirkmichael est devenu le village de la guitar en Écosse, et a accueilli des milliers d’amateurs de musique du monde entier. Ils se sont réunis pour un week-end répondant à tous les goûts musicaux, du folk au flamenco, et du jazz au rock and roll.

## Industrie
L’industrie minière qui a dominé une grande partie de South Ayrshire a laissé Kirkmichael indemne. On ne peut pas en dire autant de beaucoup de ceux qui travaillaient dans l’industrie, et c’est une marque de l’emplacement attrayant et de l’environnement du village qu’au début du XXe siècle, la grande Kirkmichael House, au sud du village, a été transformée en maison de bien-être pour les mineurs, tandis qu’une autre a été ouverte près du Château de Cloncaird au sud-est. Les deux ont fermé dans les années 1950.